# Историја Србије под Хабзбуршком монархијом
Делови територије данашње Србије били су под влашћу Хабзбуршке монархије од 1687. до 1918. године. Хабзбуршка контрола над овим подручјима започела је хабзбуршком победом над Османлијама у Великом турском рату, а завршила се хабзбуршким поразом у Првом светском рату. Хабзбуршка монархија је углавном контролисала делове територије данашње Србије северно од Саве и Дунава, али се њена контрола повремено протезала и на подручја јужно од ових река.

## Успостављање хабзбуршке контроле
Словенска племена живела су на просторима Угарске још пре доласка Мађара. Словенски живаљ је, међутим, опстајао само са оне стране Драве, у Славонији. Тамо је постојала српско-хрватска грана породице Словена. Такво стање трајало је до краја 17. века када је велики број Срба приморан да тражи нови завичај. Узрок је Аустријско-турски рат (1683—1699), вођен у склопу већег рата свете лиге против Османског царства (Велики бечки рат). Велике сеобе Срба на подручје Угарске почиње још у 14. веку, током владавине цара Душана, а интензивира се у 15. веку, поготово након пада Српске деспотовине 1459. године. Даље, Срби се насељавају након Мохачке битке, а у другој половини 16. века у јужној Угарској углавном живе Срби. У првој половини века настаје установа Војне границе, мешавина сељака и војника српско-хрватске словенске гране. Нови замах досељавање српских избеглица добило крајем 17. века. До првих сеоба, претходница Велике сеобе, долази већ 1686. године. Након аустријског заузећа Београда (1688), цар Леополд је Србима, Бугарима и Албанцима упутио проглас којим их позива на устанак против турских власти. Мобилисању хришћанских трупа на Балкану знатно је допринео гроф Ђорђе Бранковић, а духовни вођа устанка био је патријарх Арсеније Чарнојевић. Између војводе Ђорђа Бранковића и аустријских власти долази до сукоба око овлашћења, те је војвода затворен. Цар је настојао да ублажи незадовољство Срба прогласом којим им обећава заштиту аустријске војске уколико се у рат укључе на страни Хабзбуршке монархије. У прогласу их позива да не напуштају своја огњишта и њиве; ту се види да му није био циљ позивање Срба да се иселе. Међутим, рат се од 1690. године одвија лоше по хришћанску војску те се већ јуна 1690. године српске избеглице налазе у Београду. Патријарх је тада упутио молбу цару тражећи слободу вероисповести за свој народ, као и коришћење старог (јулијанског) календара и избора архиепископа од стране самих Срба. Срби никако нису имали намеру да се трајно иселе, већ су веровали да ће се после рата вратити у своје домове. Привилегијом из 1690. године цар је Србима дозволио употребу старог календара, архиепископа српског рода и језика, ослобађање од црквеног десетка и др. Патријарх Чарнојевић повео је између 37.000 и 40.000 Срба (последњу бројку наводи сам Чарнојевић) у Угарску. Децембра исте године Срби су као замену за Бранковића изабрали капетана Јована Монарстирлију. Новим патентом из 1691. године српски патријарх проглашен је духовним и световним поглаварем Срба у Угарској. Цар је имао намеру да Србе задржи на окупу као јединствену целину. Срби се насељавају у крајевима која су опустела од Турака, чиме је ојачана популација на тим местима, као и заштитни бедем од муслимана. Након склапања Карловачког мира (1699), српске избеглице присиљене су да се трајно задрже у угарским земљама.
Карловачким миром из 1699. године, успостављене су границе између Хабзбуршке монархије и Османског царства, а Хабзбуршкој монархији је тада припала Бачка и северозападни део Срема, док су у саставу Османског царства остали југоисточни Срем, Банат и подручја јужно од Саве и Дунава. Хабзбуршке власти су делове Бачке и Срема укључиле у Војну границу, а остатак су прикључили својим крунским земљама Краљевини Славонији (Срем) и Краљевини Угарској (Бачка). У делу Бачке који је укључен у Краљевину Угарску успостављене су Бачка и Бодрошка жупанија.

## Положај српског народа у Хабзбуршкој монархији у 18. веку
Леополд је у ту сврху издао Србима нову повељу којом је установио институцију Војне границе и на Сави, Дунаву и Тиси. Повељом је регулисано и стварање милиције, чардаклија (страже), изузеће од жупанијских власти, слободно упражњавање вере, коришћење шума и др. Становништво је, у складу са царском резолуцијом из 1702. године, подељено на: активну земаљску милицију, чардаклије и ислужене припаднике милиције и прекобројне. Хабзбуршка царевина је почетком века укључена у рат за шпанско наслеђе, а у Угарској избија побуна Ференца Ракоција. Ракоци позива Србе да се укључе у устанак, обећавајући им трајне привилегије. Срби, међутим, остају верни цару. Леополд је 1706. године потврдио Србима повластице, уз претњу казне од 300 марака свима који их прекрше. Исте године умро је патријарх Чарнојевић. Срби се по први пут окупљају на сабору где су изабрали за митрополита (не патријарха) Исаију Ђаковића. Почетком 18. века на царски двор долазе и прве жалбе локалног становништва на Србе, као и жалбе Срба на становнике Царевине. Конфликти се настављају и после завршетка новог аустро-турског рата (1718). У наредним деценијама приметно је настојање да се српске привилегије ограниче. У том погледу значајни су декрети донети од 1728. до 1734. године. Ограничена је употреба јулијанског календара (на места са већинским српским становништвом) и надлежност митрополита да бира владике (сада је морао тражити царску дозволу). Најзначајније је, међутим, то што је митрополит изгубио световну власт над Србима. Врховна управа над српским стварима остала је у рукама Дворског ратног савета, мада се све више у њих уплићу и Угарска дворска канцеларија и Дворска комора. Црквени поглавар сада је носио титулу митрополита, али је сматрано да је он природни наследних пећких патријарха. Након новог руско-аустријско-турског рата, у Угарску је, под вођством патријарха Арсенија Јовановића Шакабенте, прешло још око 45.000 Срба до 1740. године.
Карла VI је 1740. године наследила царица Марија Терезија. Нова царица потврдила је српске привилегије тек 1743. године. Шакабента је исте године положио заклетву царици. Срби су добили гаранције слободе кретања, ослобађање од десетка, али су приморани да се потчине угарским законима. Срби траже равноправан положај са осталим житељима Царства. Патријарх више није имао световну власт (коју је добио привилегијом из 1691. године). Срби, који су се окупили на сабору 1744. године, траже обнову патријархове (митрополитове) световне власти, јер им је циљ био да створе једну илирску црквену државу унутар Угарске. Они траже да се одреде два министра која би се бринула о српском народу. Терезија је делимично испунила ове молбе стварањем Илирске дворске комисије (1745). Две године касније, ова установа преименована је у Илирску дворску депутацију (за Трансилванију, Банат и Илирију). Ова установа убудуће ће бити средство Двора, односно дворска установа. На њеном челу нашао се гроф Коловрат. Већ 1748. године долази до сукоба Угарске дворске канцеларије и Илирске дворске депутације, јер, након смрти патријарха Чарнојевића, депутација није обавестила канцеларију о избору новог митрополита Исаије Антоновића (умро већ фебруара 1749. године). Након 1749. године, српски митрополит је Павле Ненадовић. У сукобу са Угарском, Срби су се ослањали на милост царског двора.
Средином 18. века долази до појачаног утицаја Русије на Србе у Угарској. Он постоји још од владавине Петра Великог који је, као симпатизер Ференца Ракоција, покушавао да придобије наклоност Срба, против цара. Русија тада није успела у својој намери. У Русији се знало за ратничку способност српског народа јер је тамо постојала једна српска хусарска регимента. Српских избеглица било је у Русији од 1737. године, односно од Руско-аустријско-турског рата. Избеглице су предводили капетан Хорват и Петар Текелија. Године 1752. и 1753. Србе у путу ка Русији предводи Рајко Прерадовић. Тада се, наводно, у Русију преселило 100.000 душа који су испунили у покрајину која је добила назив „Нова Србија“. Ова покрајина била је подељена на „Нову Србију“ (у ужем смислу) и „Славено-Сербију“ (од 1760). Нова Србија (мања) расформирана је 1764. године, а Срби постепено губе своју националну самосталност и данас (односно 1862) их у Русији има око 1400. Царски двор борио се против исељавања Срба и руских емисара јер се тиме слабила Војна граница. Тако је, 1755. године, дошло до Вараждинске побуне, у Вараждинском генералату. За кратко време дигло се 17.000 Срба. Власти су успеле да угуше устанак. Срби као војска Марије Терезије узимају учешћа у Седмогодишњем рату (1756—1763). Од почетка до краја боре се на разним бојиштима и стичу војне заслуге. Митрополит 1763. године тражи нове привилегије за српски народ, али их царица одбија.
Митрополит Павловић је током своје владавине више пута молио царицу да му дозволи да сазове црквени сабор. Коначно, царица му је 1768. године послала одобрење. Повод за велики народни сабор биле су многобројне жалбе неунијаћених епископа. Сазивање сабора био је последњи Ненадовићев успех. Он сабор није доживео. Умро је након дуже болести августа 1768. године. Због митрополитове смрти, сабор је одложен за 1769. годину. Свечано је отворен 4. маја. Трајао је више од 5 месеци, до 5. октобра исте године. Расправе на сабору биле су дуге, понекад и доста бурне. Опозицију је предводио епископ Вићентије Јовановић. Након што су обављени сви послови, септембра 1769. године сабор је приступио избору новог митрополита. Гласачи су се определили за Јована Георгијевића, кандидата Двора. Одлуке сабора јавно су обзнањене и одштампане. Тако настаје први илирски „Регуламент“. Против штампања је била Угарска дворска канцеларија јер би штампање одлука српског сабора задирало у угарске земаљске законе. Одлука је пала на царицу Терезију. Она је заузела став да народу путем штампе треба учинити доступним одлуке сабора само у оним тачкама које су значајне како би народ знао како треба да се понаша. Тако настаје „Извод“ из „Регуламента“ који је штампан на латинском и илирском (српском) језику. Регуламент је штампан 1771. године, мада као датум носи 27. септембар 1770. године. Регуламент је подељен у 10 одељака и један додатак на који се надовезује девет прилога. Извод је подељен у 28 параграфа.
У уводу се указује на бригу коју су хабзбуршки цареви посветили српском народу који се 1690. године склонио у Угарску. Приказана је и кратка историја Илирске дворске депутације од 1747. године. Први одељак одређује будућу примену привилегија и институције којима Срби могу да се жале у случају повреда својих права. Други одељак регулише зависност клера и нације. Трећи се односи на митрополита који је врховни заповедник илирске нације само у црквеним питањима. Четврти је посвећен епископима, а пети протопрезвитерима. Шестим одељком регулише се положај свештеника. Седми одељак је о манастирима, а осми регулише установљење, састав архиепископије и састав епископске конзисторије. Девети одељак регулише правосуђе, а десети школе и штампарије.
Године 1773. умро је митрополит Георгијевић. Митрополитска столица остала је упражњена неко време; све док 1774. године није сазван нови сабор на коме је за митрополита изабран дворски кандидат Вићентије Јовановић. Илирска дворска депутација била је због неких ствари тешко разочарана; углавном су спорне биле неке одредбе Регуламента. Тражила је да се неки делови Регуламента измене. На основу ових жалби, Дворска депутација израдила је нови Регуламент који је добио потврду на сабору 1776. године, након чега је јавно обзнањен народу.
Срби нису били задовољни Регуламентима. Најтеже их је погодила одредба о сахранама која је мењала дотадашње српске православне обреде. Епископски синод из 1776. године жалио се на одлуку да се убудуће не дозвољава да се покојници сахрањују у црквама и око ње. Забрана је изазвала велико огорчење у народу који је на њу гледао као на повреду права гарантованих привилегијама цара Леополда. Услед забране избијају устанци у Новом Саду и Вршцу. Власти су биле запрепашћене устанцима. Депутација је поручила царици да би се побуне смириле уколико би се повукла одлука о сахрањивању мртвих. Угарска дворска канцеларија устала је против депутације и од Марије Терезије тражила да се Дворска депутација укине. Царица је прихватила тај предлог. Тако је 1777. године Илирска дворска депутација престала са радом. Царица се правдала како је циљ Депутације био да се реше српска питања у царевини, а да су она решена доношењем Регуламента, те да више не постоји сврха њеног постојања. Главни разлог распуштања Депутације је тај што је Терезија изгубила ослонац у овој институцији, која је од почетка била средство утицаја Двора на Србе. Послови Илирске дворске депутације пренети су на Угарску дворску канцеларију. Митрополит се покорно повиновао одлуци.
Побуне у Вршцу и Новом Саду навеле су власти да делимично измене Регуламенте. Било је јасно да Регуламент у тадашњем облику не може опстати. Тако је 1779. године донет Деклараторијални рескрипт (Деклараторијум). Подељен је у 70 тачака. У уводу пише да је разлог његовог доношења укидање Илирске дворске депутације. Најважније измене су у погледу толико оспораваног начина о сахрањивању мртвих. Деклараторијум предвиђа да се морају поштовати санитетске одредбе. Одлучено је да се мртваци уносе у цркву, али у затвореним, а не у отвореним ковчезима. Поново је потврђена и употреба старог календара, како је било уобичајено до 1769. године.
Након смрти митрополита Јовановића, цар Јосиф је дозволио сазивање новог сабора, на коме је за митрополита изабран Мојсије Путник, кандидат Двора (1781). Јосифов наследник Леополд ступио је на власт у тешким условима. У Белгији избија устанак против аустријске власти, а у Француској неколико година касније избија Француска револуција. Још увек се водио рат против Османског царства. Опште комешање избио је и међу Србима, због бриге за Србе са друге стране Саве и Дунава. Такође, и на Србе су се пренеле неке идеје Француске револуције. Цар је прихватио молбу митрополита Мојсија Путника да се 1790. године одржи народни сабор, Темишварски сабор. Сабор је са радом отпочео 1. септембра. Постојале су две струје; дворска партија и мађарофилска мањина. Другу је предводио Сава Текелија. Ипак, његова партија била је у мањини. Сабор је цару поднео три молбе: молба за посебном територијом и посебном дворском установом, за признањем грчко-неунијаћене религије и оснивањем граничарске милиције. Краљевски комесар предложио је сабору да се за територију која се треба издвојити изабере Банат. Сабор је са захвалношћу прихватио одлуку. Леополд је одговорио позитивно на молбе обећавајући да ће се њима позабавити чим се врати из Франкфурта (са крунисања). На Темишварском сабору је за митрополита изабран Стефан Стратимировић.
Једно од царевих обећања било је и оснивање посебног дворског уреда са српска питања. Тако је 1791. године обновљена Илирска дворска канцеларија. Она је, међутим, постојала веома кратко, до 1792. године. Услед противљења Угарске дворске канцеларије, цар је 1792. године донео одлуку о укидању Илирске дворске канцеларије. Послови везани за Србе поново су прешли на Угарску дворску канцеларију.
Пола века након одржања Темишварског сабора нису се испуниле жеље које су на њему изнесене. Тек се законима донетим на епохалном земаљском сабору (1847/8) признала равноправност хришћанских вероисповести. Тада је и обновљено највише достојанство српског патријарха и институција српског војводе као световног поглавара Срба. Следеће године је за Србе издвојена посебна територија: Српско војводство и Тамишки Банат. Оно је постојало до времена великих рестаурација 1860. године. Срба у Угарској данас (1880) има око 1.020.000 код којих половина пребива у Угарској, а половина у Хрватској-Славонији. Српска национална црква обухвата једну архиепископију и чест епископија. Од школских установа, Срби имају Богословски семинар у Карловцима, Вишу гимназију у Новом Саду и у Карловцима.

## Политичка историја
Након Карловачког мира, Аустрија је приступила сређивању прилика у новоосвојеним областима Угарске, Славоније, Хрватске и Срема. Тај задатак поверен је Дворској комисији за уређење имовинских односа (Неоаквистичка комисија) основаној 29. јула 1688. на челу са високим коморским службеником, Фердинандом Дитрихштајном; велики утицај ту је имао и примас Угарске, кардинал Леополд Колонић, архиепископ Острогона. Између осталог, требало је решити питање српских привилегија које је цар Леополд I даровао Србима. Неоаквистичка комисија није крила своју нетрпељивост према патријарху Арсенију III Чарнојевићу, док су највише власти у Бечу упорно настојале да смање његов велики углед и утицај у српском народу. Римокатоличка рекција и пропаганда на челу са Колонићем су узеле велики замах између 1699. и 1703. и отворено је заступано мишљење да се српски народ мора сјединити са римском црквом. Привилегија цара Леополда од 4. марта 1695. је признала уређење српске православне цркве и заокружење њених епархија на територији Хабзбуршке монархије, али је након рата цар донекле изменио своју одлуку. Уредбом из 1700. је одредио да се не може трпети јерес у Печују и да се шизматици морају сјединити с католичком црквом или ће бити протерани. Патријарх се успротивио новом таласу унијаћења, па су децембра исте године одржана три народна збора у Ораховици, духовном средишту Срба Подравине и Барање. Због одлучног отпора, унија није могла да се спроведе ни у Срему ни у Славонији. Нови ударац српским привилегијама дошао је 8. октобра 1701. када је цар у Еберсдорфу донео одлуку да се патријархова надлежност ограничи на Сент-Андреју, да му се забране визитације и прикупљање прихода и да сви Срби морају доћи под јурисдикцију католичке цркве. Одлуку је патријарху донео гроф Надажди, а он је поднео молбу барону Дитриху Шлихтингу (изасланик Дворског ратног савета за уређење славонске границе) тражећи заштиту, наводећи да је Надажди од стране Угарске дворске канцеларије донео налоге супротне српским привилегијама. Уколико не добије заштиту, тражио је дозволу да оде неком другом хришћанском владару. Почетком 1702. у Турску се иселило око 1000 српских породица и страховало се да ако и сам патријарх пође, да ће га пратити остали Срби и тако оставити границу са Турском незаштићену. Ипак, уређењем Потиско-поморишке и Славонске границе 1702/3. настали су нешто бољи услови за Србе. Али, већ марта 1703. цар је наредио Субделегованој комисији у Будиму да забрани Арсенију употребу титуле патријарха.
Међутим, устанак Фрање II Ракоција исте године је натерао двор у Бечу на попуштање на свим линијама. Срби су 1704. затражили од Петра Великог да их прими за поданике, а када је постало јасно да од тога нема ништа, одлучили су да подрже Беч против Мађара. Након ступања на престо цара Јосифа I (1705—1711), на молбу патријарха Арсенија, српске привилегије су потврђене 1706. године. Том приликом су истакнути нови српски захтеви:
Да се православни Срби не називају шизматици; да патријарх за живота може да одреди свог наследника; да православни епископи не морају да се подвргавају политичкој власти других народа; да се Срби не узнемиравају приликом зидања нових црква; да унијати буду лишени свих повластица и прогнани јер узнемирују српски народ а самим тим и службу цару; да патријарх у случају ратне опасности може себи одредити другу резиденцију; да код Угарске дворске канцеларије имају 2 саветника које ће сами бирати и опозивати, они би заступали и штитили српски народ од мађарског тлачења; да Срби могу оснивати своје штампарије и школе и да им се дозволи упис на католичке школе и факултете; да свештенство може убирати десетину и остале приходе од Срба, Влаха и Русина; да српски војници уживају поштовање и повластице као и немачки; ту си биле и нека трговачка питања; да се изврши пресељење српског народа које му је раније обећано; на крају је патријарх тражио да му се додели неки посед пошто су му сви ранији одузети, претрпео је велику штету и тражио је заосталу пензију, све време истичући своју верност Хабзбуршкој монархији у устанку који је још трајао.
Уз текст српских молби цару је изложен и извештај који је саставио кардинал Колонић. Он је по неким питањима био изразито против, али је неке захтеве Срба и подржавао, зато што су се подударали са интересима католичке цркве и аустријске државе.

### Стварање Карловачке митрополије
Одласком патријарха Арсенија престо у Пећи остао је упражњен. Велики везир Мустафа Ћуприлић је позвао српски народ да се врати али он то није учинио из страха од одмазде. Порта је 1691. поставила Калиника I Скопљанца за патријарха под утицајем његовог рођака Александра Маурокордата, који је био велики драгоман на Порти, главни турски тумач на Карловачком мировном конгресу. Калиник је спречавао нове сеобе у Аустрију и успео је да сачува права и положај српске православне цркве у Турској, који је због сеобе био уздрман. Не зна се разлог због ког је ухапшен заједно са братом Дефиом 1704. Ипак, убрзо је пуштен и уверио је Турке у своју мирољубиву политику. Избегли патријарх Арсеније је покушавао да се врати на престо у Пећи па је настојао да најпре среди канонске односе. Обратио се и јерусалимском патријарху и на Синоду Васељенске патријаршије 1705. је закључено да се мора сачувати јединство између српске цркве у Аустрији и Турској. Сређивање односа између њих Арсеније није дочекао. Умро је октобра 1706. у Бечу, а сахрањен је у Крушедолу. Након тога је дошло до разлаза између архијереја по питању односа са Пећком патријаршијом. Митрополит Стефан Метохијац-Пећанин је сматрао да српска црква у Аустрији треба да буде аутономна област која ће канонски бити у саставу Пећке патријаршије. Владика Исаија Ђаковић се борио за независну аутокефалну српску цркву, а њега су подржавали и Аустријанци. После сахране Арсенија сазван је збор у Крушедолу на ком је изабран Стефан Метохијац за патријарха, али је бечки двор то одбио да призна и подржао Исаију Ђаковића у захтеву да се сабор одржи у Бечу.
Децембра 1707. је у Сремске Карловце стигао изасланик цара који је донео царево одобрење за одржавање изборног сабора. Била су истакнута два кандидата, Стефан Метохијац и Исаија Ђаковић. Овај први је решио да се сам повуче да не би дошло до тежих несугласица, док се Ђаковић обавезао да не кида везе са Пећком патр. Он је изабран за великог митрополита, коме је народноцрквени сабор доделио власт у српској православној цркви у Аустрији. Манастир Крушедол је одређен за седиште. Маја 1708. је Ђаковић званично потврђен од стране цара. Он је преко српског магистрата у Будима поновио српске захтеве од 1706. при чему му је помогао Павле Ритер Витезовић. Међутим, већ јула исте године је он умро и престо је остао упражњен 2 године, током којих је Беч на све начине онемогућавао везе са Пећком патријаршијом. 1710. је новоизабрани митрополит Софроније Подгоричанин је спречен да положи заклетву пећком патријарху али му је овај послао Потврдну грамату, која се сматра за акт којим је Крушедолској митрополији призната аутономија. Софроније је умро већ 1711. и тек 1713. је изабран нови митрополит Вићентије Поповић Хаџи-Лавић. У рату 1716-1718. су Турци порушили Крушедол па је Вићентије пренео седиште у Сремске Карловце.

### Граница
Почетком 1698. још пре званичног завршетка Великог бечког рата, из Беча је у Осијек стигла комисија са грофом Јованом Карафом која је, са прекидима, до 1703. радила на сређивању прилика у Славонији и Срему. У том периоду извршена је подела становништва на граничарско, повлашћено, и коморско, кметовско, које је било потчињено цивилним властима. Војна граница је проширена и она је сада пратила граничну линију између Турске и Аустрије. Славонска (Посавска) граница се протезала од Градишке до Раче, а у Осијеку је било седиште генерала. Она се делила на 3 области – Горњопосавску са седиштем у Градишки, Средњопосавску у Броду и Доњопосавску са штабом у Рачи. Подунавска граница, са седиштем у Петроварадину, се надовезивала на Посавску и по војним и коморско-провинцијалним питањима потпадала је под Генералат у Осијеку. Дуж Тисе је основана Потиска војна граница и простирала се све до Сегедина, где је било и њено седиште. На њу се надовезивала Поморишка граница чије је седиште било у Араду. На челу нових војних крајина били су штабови са немачким официрима, док су скоро сви остали официри и оберкапетани били Срби. Изван војних граница је остала „рацка милиција“ по градовима, која ће имати велику улогу у сламању Ракоцијевог устанка, а касније ће се постепено утопити у градске страже. Српски народ на територији Војне границе је био ослобођен од разних дажбина и намета, али је зато морао да стално буде у приправности и да брани границу од сви нападача. Међутим, у Провинцијалу је стање било веома тешко јер су мађарски и хрватски племићи стално наметали нове даће и порезе и трудили се да успоставе пун феудални систем. Такође, српско становништво је константно било изложено притиску католичке цркве која није толерисала постојање православаца на њеној територији.
Након освајања током Бечког рата, велики број Срба је дошао под власт хрватских сталежа који су се трудили да их и правно потчине себи. Наиме, разграничење између Војне границе и Провинцијала није било спроведено, те се није знало која насеља где припадају. Срби су се борили да њихова насеља буду укључена у Војну границу, а на насиље и притисак хрватских племића и католичких свештеника су често одговарали побунама и разбојништвом. Цар је током 1703. уверавао Србе да ће их узети у своју заштиту и да ће уживати све привилегије, али је напоменуо да се морају потчинити цивилној власти хрватског бана, иначе ће морати да позове немачку војску да их смири. Срби су цару били потребни због избијања Ракоцијевог устанка упереног против аустријске власти.

### Учешће Срба у Ракоцијевом устанку
Устанак мађарског магната, кнеза Фрање Ракоција, избио је 1703. у Мункачеву, на некадашњим поседима куће Ракоци, одакле се убрзо проширио на већи део Угарске. Главни узроци су били увођење сталног порталног пореза од 38 форинти, протезање неких обавеза на племство и утврђивање веома кратког рока за подношење доказа о правима на наслеђе, чиме је де факто инаугурисано „право мача“ на освојеним територијама. Међу узроцима треба споменути и одлуке сабора у Пожуну 1687. којима су династији Хабзбург призната наследна права у Угарској, одустаје се од „права отпора“ и владару се допушта преиспитивање неких традиционалних права сталежа. Мађарско племство је било изневерено у очекивањима да ће доћи до великих поседа након истеривања Турака, јер су те поседе добили странци који су имали заслуге у рату. И аустријска власт и устаници су одмах увидели да ће веома важну, ако не и одлучујућу, улогу у рату имати Срби, те су се обе стране трудиле да их придобију. Срби су се одлучили да подрже легитимну аустријску власт, и том приликом су се позивали на своје раније привилегије. Почетком лета 1703. устаници (куруци) су продрли на територије Потиске и Поморишке војне границе и тада су вођене су прве борбе између њих и аустријске војске, на чијој страни су учествовали и Срби граничари. Током 1704. су вођене спорадичне борбе и вршени су покољи над цивилним становништвом са обе стране. Без обзира на то, Ракоци је и даље покушавао да приволи Србе на своју страну и неколико пута је ступао у контакт са патријархом Арсенијем. Прекретница у устанку је наступила тек 1708. године, када је Ракоцијева војска поражена код Тренчина и од тог тренутка иницијатива прелази на страну Аустријанаца. 1710. године је аустријска војска овладала мање-више целокупном земљом и започети су преговори о миру. Априла следеће године је ратно стање окончано склапањем посебног уговора у Сатмару. За српски народ је овај сукоб био огромно искушење; поред неколико десетина хиљада жртава, Срби су били приморани на нове сеобе и напуштање своје имовине и поседа. Они су се углавном склањали на територију Војне границе и у јужне области Угарске.

### Срби у Аустријско-турском рату (1716—1718)
Након неповољног Карловачког мира, у Турској је завладао дух реваншизма и кренуло се са прављењем планова за повратак изгубљених територија. Децембра 1714. Турска је објавила рат Млетачкој републици са циљем да поврати Мореју (Пелопонез), а као повод јој је послужило одбијање Млетака да предају цетињског владику Данила I и друге избеглице који су се налазили у Котору. Млеци су 1715. изгубили Мореју и нека острва, али су одбранили Сињ и Книн и освојили Попово поље и Требиње. Априла 1716. је Аустрија склопила савез с Млецима ради одбране тековина Карловачког мира. Обе државе су се спремале за рат и започела је дипломатска борба која се свела на то да се кривица за рат пребаци на противничку страну. Турска је прва кренула у акцију у 1. јуна је објавила рат Аустрији. У првој бици, код Петроварадина, аустријски војсковођа Еуген Савојски је потукао турску војску. Током повлачења кроз Срем, Турци су порушили Крушедол и то је имало за последицу премештање митрополије у Карловце. Исте године је Еуген освојио Темишвар, Панчево и Нову Паланку те је тако цео Банат пао под аустријску власт. Граничарски одреди су освојили Рачу и безуспешно нападали Босанску Градишку, Нови и Бихаћ. Више успеха су имали код Шапца, где су освојени шанац Лешница, а капетан Јован Монастирлија је заузео Кучу у Бјељини. Такође су освојени Добор и Брчко. Ова освајања су натерала Мустафа-пашу, команданта Београда, да пошаље 1000 војника у шабачку тврђаву. Капетани Трегер и Монастирлија су ујединили своје одреде и 30. августа продрли у град, али су се брзо повукли. Зима је прекинула даље операције на фронту и царска војска је повучена на зимовање у јужној Бачкој, Банату и Срему. На пролеће 1717. аустријска војска од 150 хиљада људи и 10 хиљада Срба добровољаца кренула је у офанзиву, у правцу Београда. Средином јуна је Еуген Савојски започео опсаду града, која је два месеца касније окончана великом турском погибијом и аустријским освајањем. Уговор о капитулацији турске војске је предвиђао њено напуштање Београда, са обавезом да остави тврђаву у затеченом стању, са артиљеријом и муницијом. Турцима је дозвољено да се повуку заједно са својим породицама и нешто мало пртљага. Поред турске војске, Београд је напустило и целокупно муслиманско становништво, а у град је почело да се досељава немачко, као и неки Срби који су се иселили 1690. Убрзо по паду Београда, Турци су напустили Шабац и за новог команданта је постављен граничарски капетан Никола Рашковић. Турци су напустили и сва утврђења на Дунаву до Оршаве и Србију све до Ниша. За команданта аустријске војске у Србији је постављен драгонски капетан Фон Бате, коме су у протеривању Турака из западне Србије помогли наткапетан Станиша Марковић Млатишума, капетан Тодор Продановић и капетан Михат. Освајање Београда је имало великог одјека у Европи и очекивало се да ће Аустрија наставити рат. Међутим, услед искрцавања шпанске војске на Сардинији, која је нешто раније припала Хабзбурзима, приступило се преговорима о миру, у којима је учествовала и Венеција. Цар Карло VI се бојао тежих заплета и уз посредовање Енглеске и Холандије је 21. јула 1718. склопљен Пожаревачки мир.
У почетној фази преговора Аустријанци су истакли велике територијалне захтеве: тражили су целу Србију до Ниша и Видина, Влашку до реке Алуте и Босну са тврђавама Зворник и Бихаћ. Такође су тражили да се Венецији врати Мореја или да јој се да одговарајућа надокнада. Турци су овакве захтеве одбили, а када је ситуација на Сардинији и Сицилији постала опасна за Аустрију, она се у преговорима нашла у дефанзиви. Коначне одредбе уговора биле су следеће: Аустрија добија Банат, остатак Срема, Малу Влашку, северну Србију и северну Босну уз реку Саву. Граница је ишла реком Алутом до њеног ушћа у Дунав, одатле Дунавом до ушћа Тимока, па се затим планинским венцем Дели Јован, Столовима и Гавран планином спуштала до Ћићевца. Одатле је пратила ток Јужне Мораве до Сталаћа (такође дошао под власт Аустрије), где је скретала на запад и пратила ток Западне Мораве до изнад Чачка. Даље је преко Рудничке и Ужичке нахије избијала на Дрину код Лешнице. Прелазећи Дрину, обухватала је узак појас земље на десној обали Саве, све до ушћа Уне.

### Краљевина
Аустрија је у Банату као административно-управно тело основала Земаљску администрацију на чијем челу се у нашао генерал грод Флоримунд Мерси. У „Краљевству Србији“ је најпре успостављена привремена војна управа под председништвом генерал-фелдвахтмајстера Јосифа Одвијера. Он је имао тројицу саветника, по једног из војних и коморских власти и једног из Ратног комесаријата, и они су обављали војне, судске, финансијске и провинцијалне послове. Војна управа је 7. септембра 1720. замењена грађанском, када је Неоаквистичка комисија, састављена од чланова Дворског ратног већа и Дворског коморског већа у Бечу, поставила Београдску администрацију (Администрација Краљевства Србије). На њеном челу било је Председништво Администрације, чији је председник био фелдмаршал принц Александар Виртембершки, а чланови по двојица саветника из грађанског и војног реда који су вршили административну и судску власт. Финансијску власт је организовала Дворска комора преко Коморске инспекције, која је била под њеном управом. Принца Александра је 1733. наследио генерал Марули, а овога 1738. дотадашњи гувернер Влашке, фелдмаршал Георг Оливије де Валис. У административном погледу, Србија и Банат су подељени на округе или дистрикте или провизорате. Банат је подељен на 12, Србија на 15, не рачунајући 7 округа који су стављени под управу Земаљске администрације у Темишвару (Оршавско обервервалтерство). Дистриктом је управљао провизор, коме је помагао ишпан са двојицом иберајтера, нижих чиновника за административне послове. Известан број служитеља и пандура је такође спадао у особље окружне власти, које је примало плату из државне благајне. Дистрикатска власт је само преузела ниже органе управе по селима од турске управе. Дистрикти су се делили на кнежине са оберкнезовима на челу, које су бројале 20-30 села са сеоским кнезовима или бировима. Судство је уређено тако што су провизори били првостепена судска власт задужена за мање спорове, а жалбе на њихове пресуде је решавала Београдска администрација, као виша инстанца. У деликтима теже природе пресуђивао је земаљски аудитор. Кнезови се због своје судске функције помињу као судије, више судије или више и ниже судије. Веће вароши имале су посебне управе. Српска општина у Београду имала је свој збор, односно општинску скупштину састављену од „саветних господара“ и општински одбор, као извршну власт на челу са кнезом. Кнез се понекад назива и градски судија, пошто је имао првостепену судску власт.
Што се тиче војног уређења, у Србији под аустријском влашћу постојале су редовна (гарнизонска) војска и српска народна милиција распоређена по капетанатима. Седиште врховног команданта било је и Београду, а филијале су биле у Шапцу, Јагодини, Ваљеву и Руднику. Капетанати су организовани као стална одбрамбена војна погранична установа која није била издвојена у засебну територију. У почетку, знатан део терета око војне организације је поднео командант посадних трупа у Србији, коњички генерал Хајнрих фон Бате. Он је априла 1718. известио Дворски ратни савет у Бечу да је замолио неког капетана Милисава да му помогне око организације српске милиције. Запис игумана манастира Хопово, Спиридона Вујановића, ипак говори да је организовање милиције дело Еугена Савојског. Он је после потписивања Пожаревачког мира успоставио командни кадар српске милиције који се састојао од 2 оберкапетана, 10 капетана, 1. мајора и 2 поручника. Оберкапетани су били Вук Исаковић из Зворника и Станиша Марковић-Млатишума из Новог Пазара. Српску милицију су поред официра чинили и пешаци (хајдуци) и коњаници (хусари). Сва села у Србији делила су се на војничка, чији су становници уживали повластице за војну службу, и земљорадничка, која су била под управом Дворске коморе у Бечу, врховног финансијског надлештва коме су плаћала разне феудалне дажбине. Укупно је формирано 15 капетаната, а тај број је преуређењем 1725. повећан на 19. Године 1728/9. је посебна Комисија за регулисање и ревизију српске народне милиције укинула један капетанат, тако да их је било 18 и на чело свих ставила оберкапетана Вука Исаковића.
У ратовима од 1683. до 1718. становништво Србије је значајно смањено. Један део је страдао а други део се раселио по околним земљама. Аустријанци су протерали муслиманско становништво из свих већих места и на његово место почели да доводе немачке колонисте, највише из околине Шпајера, Пфалца, Вормса и Мајнца. Они су се највише досељавали у Београд. Према резолуцији цара Карла VI из 1726. крајњи циљ је био стварање компактне етничке немачке целине која би представљала бедем према исламу и Турској. Разуме се, за то су били погодни искључиво римокатолици. Заједно са насељавањем заузетих области, аустријске власти су настојале да оживе трговину и робну размену које су доносиле велике профите. Патентима цара Карла из 1717. проглашена је слободна трговина Јадранским морем, а Ријека и Трст су 1719. постали увозно-извозне луке које ће одиграти значајну улогу у преузимању трговине у Банату и Србији, а потом и целом Балкану. Привредном продирању Хабзбуршке монархије на Исток допринела је и Царска привилегована источна компанија, основана 27. маја 1717 (1719). са седиштем у Бечу и огранцима у Београду, Ријеци и Трсту. Она је имала монопол над трговином медом и воском у Србији. Трговина на релацији између Србије и Банат - Ријека одвијала се Савом, Дунавом и Купом поморским путем, а од Карловца до Ријеке тзв. Каролиншком цестом завршеном 1726. Посебан значај у тој трговини имала је и Темишварска трговачка компанија коју је 1725. основало 25 Срба и Грка.
Нове аустријске власти спровеле су и ново пореско уређење; главни порези које је становништво Србије плаћало били су контрибуција и разне десетине. Контрибуција је била непосредан порез на земљиште, укључујући и земљарину, коју је разрезивао и убирао провизор уз помоћ кнезова и кметова. Њен највећи део ишао је у војну касу, а мањи део се уливао у камералну благајну, те је према томе то практично била војна дажбина. Износ контрибуције за целу Србију се кретао годишње од 90 до 100 хиљада форинти. Пореска јединица се у почетку звала сесија (30 плугова ораће земље, 6 дана косидбе ливаде и 8 коња или волова) и за њу се плаћало 24 форинте контрибуције. Од 1724. назив постаје дом, али је у терминологији задржан стари назив. Све десетине и аренде су припадале држави и те приходе је убирала Дворска комора у Бечу преко коморских чиновника. Ту су спадале царине, десетине од пољопривредних пореза, превоз преко воде, и разне друге таксе.
Цар Карло VI је 1718. потврдио београдског митрополита Мојсија Петровића (1713—1730) у том достојанству и признао је аутокефалност Београдске митрополије. Дато му је право да може да користи сва права, уредбе, слободе и повластице дате српском народу у другим областима, што значи да су тиме сва дотадашња привилегијална права проширена на територију Србије и Баната. Касније, 1720. и 1727. је цар ставио и Банат и Малу Влашку под управу Београдске митрополије. Проширење привилегија значило је да српски народ у новим областима чини јединствену целину са српским народом у Угарској, Славонији и Хрватској и Срему, коју је Аустрија настојала да разбије. То се највише испољило у борби против уједињења Карловачке и Београдске митрополије. Мојсије Петровић је 1721. добио грамату од пећког патријарха Мојсија Рајовића (1712—1726) којом је призната аутономија Београдске митрополије и предвиђено да у случају смрти тада тешко болесног Карловачког митрополита Вићентија Поповића Хаџи-Лавића (1713—1725) врховни митрополит српске цркве под аустријском влашћу постане Београдски митрополит, а Београд „прва митрополија“. Након овога је септембра 1722. сазван сабор у Петроварадинском шанцу (Нови Сад) на ком је и званично одлучено да убудуће буде биран само један, врховни митрополит, а такође је Мојсије Петровић изабран за коадјутора (помоћника) оболелом Вићентију. Након његове смрти 1725, у фебруару 1726. је сазван сабор у Сремским Карловцима, на ком је Мојсије Петровић изабран за карловачког митрополита чиме је де факто постигнуто уједињење српске цркве у Хабзбуршкој монархији. Царски комесар на сабору, фелдмаршал гроф Одвијер, је имао задатак да свим силама то спречи, али му то није пошло за руком. Београд је постао једино духовно и национално средиште свег српског народа под влашћу Аустрије.
Одмах по проглашењу уједињења, Београдско-карловачка митрополија се суочила са тежњом највиших аустријских власти да сузе привилегије. На то највише подстицали Дворски ратни савет и Дворска комора. Априла 1727. је издата прва деклараторија, којом се сужавају привилегије у корист државне власти и Католичке цркве. Срби су на сабору у Сремским Карловцима исте године енергично устали против тога и маја 1728. је митрополит предао српске противпредлоге у Бечу. То није имало ефекта и сужење привилегија је настављено издавањем друге деклараторије 1729. На народно-црквеном сабору у Београду јуна 1730. је и ова деклараторија одбачена и цар је замољен да остави српски народ при његовим дотадашњим привилегијама. Јула исте године је Мојсије Петровић изненада умро и то је омело изасланство код цара, које му је тек после неколико месеци уручило меморандум. На сабору у Карловцима 1731. је за митрополита изабран Вићентије Јовановић (1731—1737), арадски епископ. Фебруара 1732. је цар издао Објашњавајући рескрипт, који је као и деклараторије, имао за циљ сужавање српских привилегија. Српско посланство је так 1734. стигло на двор са задатком да траже опозивање деклараторија и рескрипта. Царев одговор је било издавање другог рескрипта у јесен 1734. којим је попуштено само тиме што је искључио фискус (државну благајну) из деобе заоставштине српских епископа.
У време аустријског освајања, у Београду је радила само једна основна или Тривијална грчка школа с наставом на грчком, у којој су била и српска деца и српски учитељи. Током боравка у Бечу 1718, митрополит Мојсије Петровић је молио руског посланика да руски цар пошаље Србима учитеље словенског и грчког језика. 1721. је поновио молбу, овог пута тражећи и књиге, зато што Срби нису имали штампарију. Следеће, 1722. је митрополитов секретар донео 70 граматика Мелетија Смотрицког, 10 речника и 400 буквара. Пошто су власти 1727. забраниле увоз књига из Русије, Мојсије је руски буквар одштампао на српском и румунском у Малој Влашкој. Године 1726. је на његову иницијативу у Ср. Карловце стигао први руски учитељ међу Србима, Максим Суворов. Он је ту отворио школу са 7 ученика, али је убрзо прешао у Београд и фебруара 1727. отворио редовну Руско-словенску школу са 29 ученика, платом од 300 форинти годишње. Ту се суочио са великим отпором аустријских власти, па је већ септембра школа прекинула са радом, а он се вратио у Карловце и ту отворио школу под истим именом. У Мојсијевом писму Суворову из 1727. и делу „Мишљење о школама“ садржане су основне идеје митрополитове делатности на пољу просвете. Залагао се за оснивање основних, средњих и виших школа у којима би се изучавали словенски, латински и грчки језик, затим граматика, реторика, логика, филозофија и богослужење. Циљ је био да се ученици науче духовној политици, а од најбољих би били бирани будући епископи, свештеници и учитељи који ће стајати у одбрани против католичке прозелитске пропаганде. Након смрти Мојсија, услови за рад су се изменили, па се Суворов вратио у Русију. Његова Руско-словенска школа је значајна зато што је њеном делатношћу ударен темељ нижим и средњим школама у српском народу.
Победа Аустрије у рату Турском није донела никакво побољшање и учвршћење положаја граничара у Војној крајини, иако су они поднели велике жртве и знатно допринели победи. Уместо тога, постављено је питање њиховог статуса и даљег опстанка војних граница. Пошто су Аустријанци напредовали далеко, изгледало је да Војна граница постаје сувишна и непотребна установа. За њено укидање највише су се залагали Дворска комора и угарски племићи којима је требало што више феудалних поданика, од којих би убирали порез. Овој намери супротставили су се војни кругови, Дворски ратни савет на челу са Еугеном Савојским, мада ни међу њима није било јединственог мишљења о даљој судбини граничара. Тек 1722. је постигнут договор између Дворске коморе и Ратног савета да се војне границе задрже у дотадашњем облику, али да се граничари опорезују, што је било у супротности с њиховим привилегованим статусом. Они су се бунили против тога и захтевали да се контрибуција сасвим укине или сведе на најмањи могући износ. Поред тога, они су имали и многе друге обавезе и изгледало им је да се полако своде на обичне кметове и контрибуенте. У овом периоду приметно је раслојавање српског народа у Аустрији које је полако узимало маха. Јасно су се оцртавале поделе на официрске и свештеничке слојеве и на обичне, сељачке.
Овај период историје Срба у Хабзбуршкој монархији је карактеристичан по великом броју буна, изазваних различитим факторима. С једне стране, ту су били велики порези и дажбине које су наметали граничарима, а с друге стране разне злоупотребе аустријских и мађарских чиновника, који су на све могуће начине експлоатисали српско становништво. Нарочито велики број буна је избио у Славонији, где су ионако хаотичним приликама допринеле пљачке и разбојништва наоружаних банди које су крстариле њом уздуж и попреко. У Карловачком и Вараждинском генералату и Приморској крајини су скоро сваке године избијали немири, понајвише изазвани одлуком аустријских власти да и становници Војне границе морају да плаћају контрибуцију. Тако је за целу Хрватску била разрезана контрибуција у износу од 24000 форинти. Током прве 3 године након увођења, ниједна од граничарских области није је плаћала, али већ 1727. је генерал Тојфенбах после сламања отпора, могао да извести Дворски ратни савет да ће се порез ипак прикупити. Велики проблем и невољу за српско становништво у Војној граници, али и на свим територијама под аустријском влашћу, била је стална тежња католичке цркве за унијаћењем православног живља. Католичка црква је у томе уживала свесрдну подршку аустријских власти, али није успела да цео српски народ преведе у католицизам. Истина, доста је случајева када су појединци, али и цела српска насеља прихватали унију, не могавши да издрже даље насиље и притиске. Ова појава је била изузетно штетна за српски народ, јер је на тај начин његов добар део заувек отуђен и однарођен због прихватања друге вероисповести.

### Аустријско-турски рат (1737—1739)
Након неуспелог покрета Петра I Великог против Турака и пораза на Пруту 1711, Русија је била привремено заустављена у свом ширењу на југ. Међутим, 1736. године она поново предузима офанзиву и ступа у рат са Турским царством. Будући да је између ње и Аустрије постојао уговор о савезу, Аустрија је била дужна да јој се придружи у ратним операцијама. Према операционом плану из 1736. њена војска је требало да из Србије наступа што дубље ка унутрашњости Балканског полуострва, притом освајајући Босну и Херцеговину, Албанију до ушћа Дрима, Влашку и Молдавију. Да би што успешније остварила свој план, Аустрија је у пролеће 1737. започела тајне преговоре о устанку Срба и албанског племена Климената против Турака. Марта 1737. одржан је састанак у Пећкој патријаршији коме су присуствовали неки епископи и игумани манастира, старовлашки кнез Атанасије Рашковић, студенички Стефан, брвенички Стефан и још неки. Са одлуком о устанку упознат је командант Београда генерал Марули, који је о томе известио Дворски ратни савет. Цар Карло, имајући у виду спремност Срба на устанак, решио је да ступи у рат и 15. јуна 1737. објавио је у Лаксенбургу позив на борбу против Турака. Устаницима је обећао заштиту, слободу вероисповести и друге привилегије. Аустријанци су свој фронт поделили на 3 дела: главна војска на челу са херцегом Фрањом Лотариншким и фелдмаршалом Секендорфом требало је да освоји турски део Србије са Видином и Нишом. Трупе банске Хрватске под командом бана Јосифа Естерхазија и граничара, под врховном командом принца Јосифа Хилдбургхаузена имале су за циљ продор у Босну. Трећа војска, под командом генерала Валиса, имала је задатак да из Ердеља упадне у Влашку и Молдавију да би олакшала освајање Видина.
Дана 14. јула је Аустрија званично објавила рат Турској и прешла границу, наступајући у правцу Ниша. После неколико дана је српска коњаничка милиција под командом Станише Марковића Млатишуме освојила Крушевац, запленивши доста стоке. Већ 28. јула је, заједно са Атанасијем Рашковићем, ушао у Нови Пазар, ког су претходно ослободили устаници које је подигао патријарх Арсеније IV. Истог дана Аустријанцима се предао и Ниш, а убрзо су освојени и Трстеник, Карановац, Пожега, Нова Варош и Пирот. Секендорф је договорио сарадњу и племенима Климената, Куча, Васојевића, Пипера и Братоножића. Почетком августа Турци су ухватили писмо патријарха намењено Аустријанцима, ухапсили га и затворили у Пећи. Планирали су да га обесе, али је он ноћу побегао из затвора и, поневши неке драгоцености, побегао у Васојевиће. Убрзо је са око 3000 устаника кренуо ка Новом Пазару, где је стигао 23. августа. Међутим, пре уласка у град, пронео се глас да је војска под командом Млатишуме отишла и оставила град незаштићен због тога што су Турци у близини. У страху, дали су се у бекство и отишли у Крагујевац, а затим у Ниш. На фронту у Босни су ствари ишле лоше по Аустријанце, и у првој већој бици, код Бањалуке 4. августа, били су разбијени и кренули у повлачење ка западној Србији. Тамо су Аустријанци и српска милиција под командом обрштера Вука Исаковића у јулу заузели шанац Лешницу.
Почетни успеси аустријске војске и устаника су поништени јер су се Турци брзо консолидовали и кренули у концентричну противофанзиву из свих праваца. Аустријанци су морали да напусте опсаду Видина, а 18. октобра чак и да капитулирају у Нишу. Целокупни аустријски фронт се распадао и кренуло се у повлачење. Секендорф се повукао у Шабац, а са њим је ту била и целокупна аустријска војска која је до тада била распоређена на неколико фронтова. Она је приступила утврђивању града, пошто се ту очекивао главни турски удар. Када је 28. новембра почео да пада снег, Аустријанци су се повукли на зимовање у Срем, а са њима и 633 припадника српске милиције под командом коњичког мајора Вука Исаковића и албанска милиција под Атанасијем Рашковићем. Крајем 1737. патријарх Арсеније је отишао у Беч да покуша да заинтересује Русију и Аустрију за судбину српског народа који се нашао на удару турске освете. У Београд се вратио тек 7. јуна 1738. када му је цар Карло привремено признао јурисдикцију у свим новостеченим областима и тако се нашао на престолу београдско-карловачког митрополита Вићентија Јовановића, који је умро јуна 1737.
Ратна 1738. година није донела бољитак аустријској војсци на фронту. Почетком године су Турци освојили Рачу и вршили јак притисак из Босне у правцу Шапца. Аустријанци су некако одбили све нападе, али су на другој страни ствари пошле по злу. Средином августа Турци освајају Смедерево и почињу да угрожавају Београд. Уплашени патријарх је напустио град још раније и склонио се у Нови Сад. У рат се умешала Француска, која је током целе ове године покушавала да приволи Порту на мировне преговоре. Порта је тражила враћање Србије и Босне, али је Аустрија била непопустљива и инсистирала је да појас земље јужно од Саве и Дунава остане под њеном влашћу. Последња година рата донела је коначан исход на штету Аустрије. Као и прошле године, Турци су вршили јак притисак из правца Босне али опет нису ништа постигли. Главнина аустријске војске је у марту напустила своја зимовишта и у јуну се улогорила близу Београда. На ратном саветовању 22. јула, под председништвом маршала Валиса, одлучено је да се крене према Гроцкој у сусрет турској војсци. Велики везир Иваз Мехмед-паша је дан касније такође кренуо ка Гроцкој, где је вођена битка у којој су Аустријанци потпуно били потучени. Морали су да се повуку у Београд, а већ 26. јула Турци започињу опсаду града. Преговори о примирју су завршени 1. септембра, а коначан мир је потписан 18. септембра. По одредбама Београдског мира, Аустрија је вратила Турској Србију, Малу Влашку (Северински банат) и део Босне уз Саву. Тако су Сава и Дунав постале граничне реке, не само између Аустрије и Турске, већ и између Карловачке и митрополије и Пећке патријаршије.
Београдским миром из 1739. године, нова хабзбуршко-османска граница се успоставља на Сави и Дунаву, чиме хабзбуршка Краљевина Србија и јужни део Тамишког Баната поново долазе под османску власт. Због нових државних граница и друштвено-политичких кретања у земљи, Хабзбуршка монархија ускоро реорганизује своју управу у Срему, Бачкој и Банату: између 1743. и 1750. укида делове војне границе у Бачкој и делу Срема, али успоставља нове уз границу према Османском царству. У Краљевини Славонији, Монархија 1744. године уместо војне заводи цивилну управу и укључује ову територију у састав Краљевине Хрватске и Краљевине Угарске. Славонија је међутим и даље имала статус крунске земље, а у њој су, према подацима из 1790. године, најбројнији народ били Срби, који су чинили 46,8% становништва, док су други по бројности били Хрвати, који су чинили 45,7%. У Војној граници је 1790. године било 42,4% Срба, 35,5% Хрвата, као и одређен број Румуна, Мађара и Немаца.

### Уређење границе
У рату са Турском 1737-1739. је поред регуларне војске учествовао и велики број Срба граничара. У току рата је србијанска милиција на челу са Вуком Исаковићем била принуђена на повлачење у Срем, и ту је и остала. Иако није била бројчано велика, она је имала велики значај зато што је осигуравала гранични појас Саве. Ускоро су почели преговори о трајном насељавању српске милиције и о њеном оспособљавању за војнограничарску службу. Међутим, још пре него што су преговори завршени, српска милиција и граничарски одреди Потиско-поморишке, Посавске и Подунавске границе морали су 1741. да крену у борбу против Бавараца, Пруса и Француза који су оспорили право Марије Терезије на престо. У том рату они су били под командом страних официра и због тога су имали мало воље за борбом, а такође су били лоше снабдевани и слабо опремљени. Њихов одлазак на фронт се поклопио са одлуком Угарског сабора да се Потиско-поморишка и Подунавска војна граница морају развојачити и припојити суседним жупанијама. Иако војни кругови у Бечу нису били за, царица је потврдила ту одлуку, али се због рата њено спровођење морало спроводити у етапама. Прве на ред су 1743. дошле 3 компаније потиских граничара у Сегедину, а две године касније су расформирани шанчеви у Бачкој. У исто време је реорганизована Посавска граница, продужена је до Земуна и формиране су 3 пешачке и 2 коњичке регименте 1746-7. Такође су формирана 3 посебна војна комунитета у Петроварадину, Земуну и Карловцима, који су били директно потчињени Дворском ратном савету. Становништво комунитета је било у повољнијем положају него оно у региментама. На другој страни, 1750. је донета дефинитивна одлука о развојачењу Потиско-поморишке границе, с тим да се граничарима остави рок до Михољдана 1751. да се одлуче да ли ће да се иселе и задрже свој војнички статус или да остану и постану контрибуенти. Узалудне су биле молбе митрополита и граничарских скупштина и буне које су избијале. Обе границе су распуштене и велики број граничарских породица се преселио у Банат. Ипак, седмогодишњи рат који је почео 1756. показао је аустријским властима неопходност граничарских одреда и за цео један век отклонио опасност од развојачења. У овом рату је ангажован велики део граничара који су се истицали у свим биткама и претрпели велике губитке. Војна граница је проширена у Срему, на југу Баната, и Бачкој, стварањем Шајкашког батаљона. У њој је стање српског народа било неупоредиво боље него у Провинцијалу и он је био знатно културно, привредно и духовно развијенији. Храброст граничарских одреда и његова оданост двору су отварали пут Србима за напредовање, па је тако Михајло Микашиновић постао први Србин са генералским чином.
Након развојачења Потиске границе, на њеном простору је 1751. формиран привилегован Потиски крунски дистрикт. Његовом српском становништву је свечано обећано да никад неће бити продато спахијама и да ће само моћи да одлучује кога ће примати у своја насеља. Међутим, 1774. је избачена одредба о насељима, па је дистрикт убрзо изгубио карактер српске привилеговане области и у њега су се насељавале разне народности. Сличан Потиском, био је и Великокикиндски дистрикт у Банату који је царица формирала 1774. Срби су и у њему имали сличне привилегије и он је постао једно од значајних прибежишта Срба у Угарској. Дистрикт је 1779. године формално укључен у торонталску жупанију, али је задржао своје привилегије. То се десило због тога што је царица, попуштајући пред захтевима Мађара, коначно прикључила цео Банат, осим Војне границе, Угарској. У периоду од 1776 - 1790. спровођена је колонизациона политика која је имала за последицу досељавање великог броја Немаца на подручја Бачке, Баната, Барање и Срема. Тиме је разбијено етничко јединство ових крајева, где је већина становништва дотад била српског порекла.
На просторима Војне границе у Хрватској, буне и немири граничара из претходног периода су се настављали, изазвани највише реорганизацијама границе и даљим сужавањем привилегија. Срби су слали небројани депутације на двор, молећи да им се не дира у права стечена од раније, али ништа није поколебало аустријске власти. Коначан исход на крају 18. века био је следећи: нестало је приватних крајина, које су замењене уређеним, строго војним јединицама – региментама; Срби у Војној крајини су изгубили своје „влашке“ самоуправне повластице и стегнути су у строге регуле, а они изван Крајине су доспели у положај обесправљених кметова; ипак, Срби су се одржали као народ пошто су успели да сачувају своје културно и духовно јединство и свој економски значај.

### Сеобе у Русију
Први конкретни корак у политичком приближавању српског народа у Аустрији и Русије представљао је боравак руског представника Возњицина на мировним преговорима у Карловцима 1699. године. Наде за ослобођењем које је српски народ полагао у цара Леополда преображавале су се у наду у „великог руског цара Петра“. То је донекле разумљиво пошто је Србе и Русе повезивала припадност истој, словенској групи народа и православној цркви. У предвечерје руско-турског рата 1710. Поморишки граничарски пуковник Јован Текелија је послао капетана Богдана Поповића са писмом цару Петру у коме је изразио наду у победу руске војске и понудио помоћ Срба. У руској војсци борио се 1711. и један српски одред под командом капетана Јована Албанеза. Рат с Турском је показао руском двору да јужне границе нису оспособљене ни за одбрану, а камоли за полазиште за могуће даље ширење руске државе у том правцу. Иако је признавало руску власт, локално становништво није било спремно да се подвргне апсолутизму руског цара и ступало је у контакте са Пољацима и кримским каном. Из тога је произашла замисао да се одређени број Срба насели у тим областима и формира нешто слично Војној граници у Аустрији. Мисија за врбовање Срба је поверена Јовану Албанезу и 1727. је од првих српских досељеника основан Српски хусарски пук. Након повратка из рата с Персијом 1729. пук је размештен између Славјанског и Линије и војницима је додељена земља за обраду, што је подсећало на систем Војне границе. У наредним годинама није било масовнијих сеоба, већ су се одигравала појединачна досељавања. Подстицај за нове сеобе дошао је 1750. када је објављено развојачење Потиско-поморишке границе, са роком извршења до 1751. Тренутак је био изузетно повољан за Русију, јер је сада она деловала као најбоља могућа дестинација српске официре и војнике који су желели да наставе војну каријеру и нису желели да постану обични цивили. Руски представник на бечком двору Михајло Рјумин је писао царици Јелисавети да би било добро да се српски граничари населе у Русији јер су веома добра војска, а будући да их Аустрија сама одбацује, то неће бити већих потешкоћа око њиховог пресељења. Подсетио је царицу како је још њен отац, цар Петар Велики, уложио велике напоре у привлачење Срба на своју страну. Напоменуо је да је најбитније придобити официре Јована Хорвата, Рајка Прерадовића, Јована Чарнојевића и Јована Шевића, јер народ умногоме прати њих и следи њихове поступке. Царица је упутила указ којим се Јовану Хорвату додељује чин генерал-мајора, а осталим официрима чин више од оног који су имали у аустријској војсци. Ово је имало великог утицаја на њихово опредељење зато што су тиме имали широко отворена врата каријере. Потпуковник Јоват Хорват је затражио отпуст из војске и дозволу да пређе у руску службу, а 5. јула 1751. му је царица то и одобрила. С њим су пасоше добили и други официри и потом су кренули у врбовање што већег броја граничара. Локалне власти су приметиле да се припрема исељавање великог броја становника, што је претило да потпуно опусти поједине области, па су забраниле врбовање и кренуле у гоњење оних који су то радили. Јован Хорват је схватио да је његовој акцији близу крај и крајем септембра је напустио аустријску државну територију, заједно са око 1000 исељеника.
Пролеће 1752. године донело је нов замах исељеничког покрета, који је постао масовнији и распрострањенији. Потпуковник Јован Шевић, који претходне године није отишао за Русију, кренуо је у тајну агитацију међу граничарима, истовремено одржавајући везе са Рјумином. Септембра 1752. је на челу групе од 800 исељеника напустио Угарску и кренуо пут Русије. Убрзо након њега, у Русију је стигао и Рајко Прерадовић, командант Славонског хусарског пука. Он, је за разлику од претходних исељеника, био командант регуларне војне јединице, не развојачене, и то је узбунило аустријске власти. Укупно се до половине 1753. године, када је покрет ослабио, у Русију иселило неколико хиљада Срба. Заједничким напорима аустријских власти и Српске православне цркве већи део српског живља је одустао од сеобе. Они који су се преселили са Јованом Хорватом су 11. јануара 1752. године добили територију за насељавање која се налазила на десној обали Дњепра и названа је Нова Србија, са средиштем у тврђави Св. Јелисавете на обали реке Ингул. Друга група, на челу са Шевићем и Прерадовићем, није хтела да се насели на истом простору где и прва, па им је маја 1753. царица доделила територију на левој обали Дона, између Бахмута и Луганска, која је названа Славјаносербија. Предводници Срба су убрзо почели да злоупотребљавају власт, пријављујући далеко већи број бораца и коња него што су имали и за то примали више новца. Наследно право у команди пуковима су претворили у непотизам. Јован Хорват је 1763. разоткривен и послат у прогонство.
Гласови о новом, бољем животу Срба у Русији долазили су до њихових сународника који су остали на својим огњиштима и подстицали су нове сеобе. Тако се у периоду 1756-1759. за време Седмогодишњег рата, у Русију иселило још око 2500 људи, овог пута не само Срба, већ и Црногораца, Грка, Македонаца и Бугара. Иако су територије досељених Срба већ 1764. престале да буду посебне јединице, Срби су учествовали и гинули у свим ратовима које је Русија водила у другој половини 18. века. У њима су се истицали храброшћу и пожртвовањем и велики број њих је догурао до високих генералских чинова у руској војсци.
- Подручје на коме су се настаниле српске избеглице у Великој сеоби Срба
- Границе и територије Хабзбуршке монархије на подручју данашње Србије након Карловачког мира из 1699.

- Границе и територије Хабзбуршке монархије на подручју данашње Србије након Београдског мира из 1739.
- Подручја јужно од Саве и Дунава која су заузели аустријско-српски фрајкори 1789—1790. године
- Делови Војне границе и аутономни окрузи крајем 18. и почетком 19. века

## Револуција из 1848—1849. године
Српски револуционарни покрет 1848/9. године вођен је у склопу шире друштвено-политичке револуције која је крајем прве половине века захватила немачке, као и друге земље Европе. Револуционарна збивања у Пешти подстакла је Бечка револуција, пад Метерниховог режима и проглашење уставних слобода у Аустрији. Мађарска омладина формулисала је мађарски национални програм у 12 тачака. Бечки двор признао је независну мађарску владу на челу са Лајошем Кошутом. Срби у тим тренуцима пристају уз Мађаре мислећи да ће се тако изборити за своје привилегије. Јаков Игњатовић, Исидор Николић и Ђорђе Стојаковић износе у Пешти захтеве Срба у 17 тачака не тражећи посебну територију, већ само признање српске народности и употреба српског језика у народним пословима, слобода вероисповести, сазивање црквено-народног сабора сваке године, преуређење Војне границе и др. Захтеви су изазвали нерасположење у мађарској јавности. Митрополит Рајачић тада се налазио у Пожуну, а одатле је отишао у Беч где је безуспешно покушавао да издејствује дозволу за сазивање црквеног сабора. Исто тражи и у Пожуну где је заседао Угарски сабор. Рајачић је након одбијања остао неодлучан; упутио је позив Србима да остану мирни. Немири ипак нису изостали. У Новом Саду се формира револуционарни одбор на челу са Ђорђем Стратимировићем и ствара се национална гарда. Одбор је формирао депутацију на челу са Стратимировићем и Александром Костићем коју је послао у Пожун да тражи сазивање Сабора и укидање Војне границе. Депутација је првобитно примљена добро, али се ствари мењају након разговора Кошута и Стратимировића. Кошут је инсистирао на једном политичком народу у Угарској. Стратимировић је изјавио да ће, уколико Пожун не призна српски народ, он тражити то признање на другом месту. Реч је о два супротна схватања. Кошут је сматрао да је главни аргумент за признавање нације посебна национална територија коју Срби нису имали. Тако је избио сукоб између Мађара и Срба. Кошут је изјавио да ће мач решавати спор.
Срби иступају све отвореније. Паљене су зграде спахијских и општинских службеника, угрожавани поседи фрушкогорских манастира и др. Све се више говорило о намери мађарске владе да мађаризује Србе. О томе је сведочила и њена одлука о увођењу мађарског као званичног језика чак и за црквену администрацију. Од Рајачића се захтева да сазове сабор. После краћег оклевања, он је то учинио маја 1848. године. Првог дана рада, Мајска скупштина изгласала је Рајачића за патријарха (црквеног поглавара), а Шупљикца за Војводу (световног поглавара). Наредних дана донете су следеће одлуке: српски народ је слободан и независтан под аустријским домом, проглашена је српска војводина коју чине Барања, Срем са границом, Бачка и Банат, ствара се Народни одбор као извршни орган Народног сабора (Скупштине), одређује се одбор који ће одлуке Скупштине изнети пред владара и Хрватски сабор, формирање делегације која ће ићи на Словенски конгрес у Праг. Овим одлукама наговештен је покрет и рат за српску Војводину. Он је и званично отпочео 12. јуна покретањем војске генерала Јаноша Храбовског из Петроварадина на Карловце са намером да се растури српски Главни одбор. Главни одбор преузима вођство над устанком, на челу са Ђорђем Стратимировићем. Он позива граничаре (Војна граница је одлуком од 3. јуна потчињена мађарској влади) да нападну Нови Сад. Напад мађарске војске на Карловце је одбијен, а мађарска војска се због Стратимировићевог контранапада повлачи у тврђаву. Добровољци пристижу из Кнежевине Србије. До јула исте године цела Сремска жупанија у рукама је Главног одбора. Воде се борбе око Врбаса, Сентомаша (Србобрана) и Беле Цркве. Средином септембра хрватска војска улази у рат против Мађара. Интензивира се рат Срба и Мађара. Први неуспешно нападају Врбас, а други Сентомаш. Ствара се равнотежа; Срби одбијају мађарске нападе у Бачкој, а Мађари српске у Банату. Почетком октобра Аустрија објављује рат Мађарској. Сва власт у Мађарској прелази у руке бана Јелачића. Октобар и новембар обележиле су борбе око Сентомаша. Децембра су царским патентом потврђене одлуке Мајске скупштине. Истог месеца умире Шупљикац. Сукоб између Рајачића и Стратимировића (око апсолутистичких тежњи патријарха) поново се распламсао. Он је коначно решен фебруара 1849. године победом патријарха. Долази до промене на царском престолу; на власт долази Франц Јозеф. Јануара 1849. године Срби освајају Велики Бечкерек и Вршац, Врбас и Кулу, и Белу Цркву. Средином фебруара Книћанин улази у Сомбор, али не успева да освоји Суботицу. Долази до промена на штету Срба. Посредовањем Беча и Порте, добровољци из Кнежевине Србије се повлаче, а у освојеним областима устаљује се царска милиција чиме Главни одбор губи на значају. Обнавља се Војна граница где се уводи немачки, а забрањује српски језик. Крајем марта 1849. године уследили су војни порази; падају Врбас, Сента и Бечеј. Почетком априла Беч је поделио Угарску на 7 управних области и све их ставио под војну власт. Војводина је била један од тих округа, а на њено чело постављен је Мајерхофер. Средином јула бомбардован је Нови Сад, након уласка Јелачићевих трупа. Претворен је у згариште.
Срби су незадовољни; траже уклањање Мајерхофера и, од Рајачића, сазивање Народне скупштине. Рајачић одбија и сарађује са Мајерхофером. Међутим, разрешен је са дужности и позван у Беч, а сва управа над Војводином поверена је Јелачићу. Јелачић је поражен код Хеђеша, али је рат завршен поразом Мађара код Вилагоша августа 1849. године.
Питање Срба решавано је још у јеку рата (1848/9). Преговори са Мађарима били су неуспешни. Срби су тражили две ствари: једнакост различитих народа у Угарској и савез са Мађарима на основу федералног пакта. Мађари нису хтели пристати, већ су нудили само Славонију као аутономну српску територију, где би Срби бирали себи војводу или бана и имали свој обласни сабор. Мађари су, међутим, одлучно одбијали стварање Српске Војводине. Срби зато своје поверење усмеравају ка Бечу. Кнез Феликс Шварценберг примио је српску делегацију и дао по питању Српске Војводине неодређена обећања. Српска делегација наставила је са инсистирањем. Стратимировић је почетком јануара отворено захтевао да се одреде границе Војводине. Влада је ћутала све до доношења Октроисаног устава марта 1849. године. Војводина је проглашена за један од округа, на челу са Мајерхофером. Срби су били незадовољни оваквим решењем и тиме што је Војна граница одвојена од Војводине. У међувремену је Рајачић разрешен дужности и позван у Беч, а за команданта Војводине изабран Јелачић. Рајачић је у Бечу наставио са инсистирањем за стварање посебне круновине. Коначно, Царским патентом од 18. новембра 1849. године створена је посебна територија под називом „Војводство Србија и Тамишки Банат“ са седиштем у Темишвару. Војна граница остала је изван војводине. Војводство Србија обухватало је територије претежно насељене Србима (Срем, Бачка, тамишка и торонталска жупанија) док је Тамишки Банат обухватао источни Банат насељен претежно Румунима. Према томе, Војводство Србија било би округ, а цело Војводство Србија и Тамишки Банат круновина. Цар је задржао титулу војводе за себе, а управу је поверио Мајерхоферу (као вицевојводи). Срби су у Војводини били мањина у односу на несрпско становништво.

## Војводство Србија и Тамишки Банат
Разлог за оснивање Српске Војводине је жеља царских власти да се казне Мађари који су покушали да се отцепе од Царства, иако је оснивање представљено Србима као награда за помоћ у борбама 1848/9. године и, према појединим интерпретацијама, у сусрет жељама православне Русије која је помогла царским властима у гушењу устанка. Срби су, међутим, тамо били у мањини, те су се жалили да је Војводина само по имену српска. По управи, Војводина је била немачка, мада се немачка управа обазирала на Србе. Срби су добијали лепа звања, а немачки чиновници били су доста сношљиви. Чак ни војводу нису бирали Срби, а Темишвар Срби нису желели за престоницу. То су разлози за раскид дотадашње црквене политике сарадње са Бечом. Војводство Србија и Тамишки Банат првобитно су подељени у два округа: бачко-торонталски и темишварско-крашовски, на челу са жупанима. Мађарски језик замењен је најпре српским, а затим немачким језиком. Августа 1851. године Мајерхофера је на челу Круновине наследио Коронини (као гувернер) са свом војном и цивилном влашћу. Бахова влада је преко Коронинија, као свемоћног владара, остваривала своје апсолутистичке тежње. Цело Војводство сада је подељено на пет округа, на челу са комесарима. Између 1853. и 1860. године централни орган Војводства било је Намесништво. У Војводству је спровођен тзв. Бахов апсолутизам, почев од 1851. године када је укинут устав из 1849. године. Војводство је и постојало док је било апсолутизма, односно до 1860. године. Ипак, спровођене су одређене либералне реформе. Заведена је општа пореска обавеза, једнакост пред законом, укинут је ранији феудални апарат и замењен модерним грађанско-административним. Ипак, нови систем није одговарао аграрном Војводству. Пољопривредна производња је спутана и укочена. Услед преласка са феудалне на капиталистичку производњу долази до кризе у пољопривреди, занатству и трговини. Слобода штампе гушена је драконским мерама. Бахова влада оптужује Србе да се постепено приближавају Мађарима. Србима је забрањено да студирају у Прагу.
Већ по избијању покрета 1848. године у неким захтевима Срби траже устав за Војводину. Патријарх Рајачић је јануара 1849. године формирао комисију за израду устава. Марта исте године завршен је Нацрт Уставне комисије од 154 параграфа подељених у 15 глава. Територија Војводине је, у складу са уставом, требало да обухвати Срем, Банат, Бачку и Барању. Она је саставни део Аустријског царства, али и равноправна са другим државама Царства. На челу извршне власти је доживотни војвода кога бира народ, а мора бити Србин са најмање 30 година и аустријски поданик. Он полаже заклетву на устав царевине и на устав Војводине. Војводини саветници чинили би владу Војводине. Влада је одговорна земаљском сабору коме сваке године подноси извештај о стању државних послова. У Уставу се не помиње Угарска нити веза Војводине са њом. Војводина је, у ствари, била једнака Угарској, и потчињена директно лоренској династији.
У Војводству је настављена подела на конзервативни и либерални део српских политичара. Конзервативни су подржавали династију Обреновић, а конзервативно-клерикални кругови Карађорђевиће (који су владали Србијом до 1858. године). Током Кримског рата, Срби су се понадали да ће руско оружје збацити аустријску власт. То се, међутим, није догодило. Након пораза Аустрије у рату против Француске и Пијемонта (1859), Срби су своју политику све више усмеравали ка Мађарима, што је наравно била грешка; Мађари нису хтели прихватити независну Војводину. Иако од почетка осуђен на неуспех, мађарофилски покрет подржавао је првобитно и Милош Обреновић (1859—1860). После пораза аустријске војске код Мађенте и Солферина, Срби су се радовали надајући се да ће Мађари остварити своје понуде из ратног периода. На улицама се славе Лајош Кошут и Ђузепе Гарибалди. Црква је остала верна аустријском двору. Њено поверење влада није оправдала. Она је, због неких српских захтева, увела строг режим, под управом грофа Сен-Кантена. Иако се тада није знало, још пре доношења Октобарске дипломе, на посебним седницама аустријских и угарских чланова Појачаног царевинског већа, донета је одлука о укидању Војводства. Царско решење о укидању Српског Војводства и Тамишког Баната донето је 27. децембра 1860. године. Његове територије припојене су Угарској. То је дефинитивни крај српске Војводине као круновине у оквиру Хабзбуршког царства. Јавно мњење у Србији осуђивало је овај акт аустријске владе. Угари су били одушевљени, а Срби у Угарској и Румуни ражалошћени. Последњи покушај да се обнови Војводство извршен је на Благовештанском сабору из 1861. године. Да су покушаји узалудни, јасно се видело 1867. године.
Бахов апсолутизам Срби и Мађари неретко су замишљали као заједнички проблем. Српска Војводина није одговарала ни Србима ни Мађарима. Разлози незадовољства били су другачији. Србима је требало много више него што је то била Круновина у време Баховог апсолутизма, док је Мађарима сметала и таква Српска Војводина коју су сматрали сувишном. Срби након година великих промена (1860/1) више нису били битан фактор који је одлучивао у преговорима о државном уређењу Хабзбуршке монархије. Мали је био број елемената који је указивао на то да је компромис могућ. Међутим, мађарско-српско политичко поверење ипак је било могуће. Српски либерали тада су окупљени око Светозара Милетића и Михаила Полита Десанчића. Они идеју о Српској Војводини нису представљали као противну мађарској тежњи ка успостављању новог државног уређења Угарске, већ су веровали да је ова идеја остварива управо као резултат српско-мађарског компромиса. Компромис је подразумевао да Срби превазиђу раније антипатије према Мађарима и придруже се протестима против централистичке политике који су се чули из Угарског двора. Од Мађара су очекивали да одустану од идеје о једном, мађарском политичком народу у Угарској. Идеју о равноправности народности у Угарској нарочито је бранио и вођа странке мађарског либералног племства, Ференц Деак. Они су захтевали истинску, потпуну, а не само грађанску равноправност.
Године 1861. заседа Угарски сабор који се изјашњава поводом царског Фебруарског патента. Преговарало се да ли прихватити бечке захтеве или упутити протест. Постојале су две странке: Странка одлуке (Деак) и Странка адресе. Прва је одбијала да цару пошаље адресу јер је сматрала да је Франц Јозеф, вођа четрдесетосмашке контрареволуције, није законит владар (абдикација његовог претходника Фердинанда није извршена по закону). Странка адресе била је флексибилнија. Сабор је цару упутио адресу.
Комисија Угарског сабора формирана је да реши народносно питање. Она је установила да у Угарској постоји један политички народ. Српски либерали били су разочарани. Нико од њих није био спреман да се одрекне равноправности Срба са Мађарима. У преговорима Михаила Обреновића и Лајоша Кошута вођеним непосредно пред Италијански рат 1859. године (по питању евентуалног учешћа Србије у проширеном сукобу против Аустрије), расправљало се о питању Српске Војводине. Мађарске власти предложиле су арондирање угарских жупанија према националном принципу.

## Народна странка Светозара Милетића
Идеологија Српске народне слободоумне странке препознатљива је још од 1860. године, када је укинута Круновина и када је њен оснивач и вођа, Светозар Милетић, написао тзв. Туциндански чланак у Српском дневнику. У чланку је он одредио свој став по питању односа према Бечком двору. Он је сматрао да је са пропашћу Баховог Војводства пропала и сарадња Срба са Бечким двором. Ипак, Милетић није одбацио и позивање на привилегијална права која је Србима дао аустријски цар. Он се није одрицао нужности постојања Српске Војводине на простору Угарске. Његов став се, сем из Туцинданског чланка, може видети и из његове преписке и новинских чланака. Он ју је сматрао „политичким бићем српског народа са ове стране“. Иако није жалио због укидања Баховог Војводства, Милетић није имао ни разлога за радост: Војводство је сахрањено, али му нисмо очи затворили. Од Угарског сабора је на Благовештанском сабору (1861), коме је присуствовао и Милетић, тражено да се Војводини призна унутрашња административно-политичка аутономија, војводска Скупштина и војвода Србин, православне вере, биран од српске скупштине. Милетић је тражио да Угарски сабор призна Србе за равноправан народ, односно да призна ону област у Угарској у којој Срби живе у већини. Док се Војводина не споји са Војном границом, чиниле би је три жупаније: Сремска, Бачка и Торонталско-банатска. Ова Војводина имала би званичан српски језик са званичним писмом. Имала би, такође, поред угарске и српску заставу: црвено-плаво-бела тробојка и крст са четири оцила као грб српски. Захтеви сабора су одбијени. Српски либерали су зато, окупљени око Светозара Милетића, покушавали да у парламентарној борби, након 1868. године, сачекају повољнију историјску прилику и заштите националне интересе српског народа у Угарској. На темељима Српске народне слободоумне странке настале су многе друге, а међу њима и најистакнутије: Српска народна либерална странка (коју је предводио Михаило Полит Десанчић) и Српска народна либерална странка (коју је предводио Јаша Томић). Формални настанак Милетићеве странке везује се за конференцију и програм који је донет у Бечкереку 28. јануара 1869. године. Програмска декларација састојала се у 10 тачака и изгласана је поводом предстојећих избора за Угарски сабор. Бечкеречка декларација састојала се од начела, упутстава и одлука којих је требало да се држе посланици Милетићеве странке. Основни идејни програм странке формулисан је у неколико основних тачака: национално питање у Угарској, развој уставности и грађанских слобода у Угарској, државност Хрватске, Словени у аустријском делу државе и Источно питање. Организација и вођење странке потпуно је било у рукама Светозара Милетића. Његов ауторитет понекад је довођен у питање. Тада су против њега наступали његови најближи сарадници: Никола Максимовић, Михаило Полит-Десанчић... Милетићева мана била је сумња на свакога. Од Кнежевине Србије очекивао је бескомпромисан улазак у рат за ослобођење и државно уједињење српског народа. Милетић 1866. године покреће „Заставу“, најзначајнији и најутицајнији дневни лист код Срба у Аустроугарској.
Српска народна слободоумна странка поставила је своју идеологију још 1860. године када је укинута Српска Војводина. Светозар Милетић је написао програм из кога се јасно види да се на Беч више не може ослањати и да се не може ићи дотадашњим путем, али се царских привилегија Срби не могу одрећи, као ни идеје о Српској Војводини. Странка је и формално настала у Бечкереку јануара 1869. године. Дневни лист Срба у Угарској, Застава, покренут је у Пешти 1866. године. Политичку активност Срби су остваривали преко посланика на Угарском сабору и Црквено-народном сабору. Светозар Милетић је врло активно учествовао у раду Угарског сабора од 1865. до 1868. године. Са 12 посланика оформио је посланички клуб. Од Угарског сабора је тражено да се Српској Војводини призна административно-политичка аутономија. Војвода би био православац Србин кога би бирала војвођанска скупштина. Војводина би имала српски језик, ћирилицу као писмо и грб. Захтеви су одбијени, те су српски посланици окупљени око Милетића чекали прави тренутак како би заштитили српске интересе у Угарској. На месту Слободоумне странке настале су многе друге странке, а најистакнутије су Српска народна либерална на челу са Михаилом Полит Десанчићем и Српска народна радикална на челу са Јашом Томићем.
Основни идејни програм Слободоумне странке био је формулисан у неколико основних тачака: национално питање у Угарској, развој уставности и грађанских слобода, државност Хрватске, Словени у аустријском делу Царства и Источно питање. Ауторитет Милетића био је неприкосновен, мада је више пута довођен у питање. Против њега су иступали његови најближи сарадници: Никола Максимовић, Десанчић и други. Његова мана била је сумња на свакога, али је он сам своје ставове ретко мењао. Уочи нових избора за сабор (1884—1887) све више се тражила конференција странке како би се изменио Бечкеречки програм. Дотадашњи резултати странке били су слаби. Мислило се да треба смањити утицај угарске стране; на то је посебно утицало уплитање Мађара у избор новог патријарха (Германа Анђелића). Сазвана је конференција у Будимпешти (1884) на којој се одступило од идеје политичко-територијалне аутономије јер би се само тако сачувала преостала црквено-школска аутономија. На збору у Кикинди, представљен је и прихваћен програм у четири тачака (тзв. Кикиндски програм): странка је добила ново име „Српска народна странка“; противници су називани „нотабилитетима“. Тиме је Српска народна слободоумна странка практично престала да постоји. Странке које су је наследиле биле су либерална и радикална. Оне нису успеле да очувају ни црквено-просветну аутономију ни да спрече процес мађаризације који је окончан тек Првим светским ратом.

## Привредни и културни живот
Владавина Хрватске народне странке, на челу са баном Мажуранићем, и аустроугарска окупација Босне и Херцеговине веома су утицали на даљи национални развитак Срба у Хрватској, а дуго времена касније су снажно деловали и на њихове односе са Хрватима и хрватским политичким странкама. За време Мажуранићеве владе, Народна странка занемарила је изјаву Хрватског народног сабора (од 11. маја 1867. године) да краљевина признаје српски народ који у њој станује као народ са хрватским народом равноправан и истоветан. Промена односа према Србима падала је непризнатом народу веома тешко, јер се он осетио превареним и одбаченим и то од политичког партнера којем је помагао да дође на власт. Непризнавање Срба, које је имало за циљ похрваћење, није било једино питање које је током Мажуранићеве владе заокупљало пажњу српске јавности и утицало на подвајање српског и хрватског националног покрета. Томе је у знатној мери допринело и укидање српских аутономних школа и искорењивање ћирилице. Разједињењу је допринео и Берлински конгрес, одлука о окупацији Босне и Херцеговине. Срби су изгубили поверење у хрватско политичко руководство. Након окупације Босне и Херцеговине, српској држави задат је тежак ударац, док се у редовима Народне странке у Хрватској пробудила нада о сједињавању тих области са Хрватском. Године 1880. дошло је до расцепа Народне странке у Хрватској. Тада је створена Неовисна Народна странка на челу са Матијом Мразовићем. Обе странке су сада покушавале да придобију Србе на своју страну. Сменом на банском двору и именовање Пејачевића за бана, дошло је до нагле промене у ставу према Србима. Он је само уз помоћ Срба могао да изађе на крај са опозицијом те је Србима дао неколико значајних места у Хрватском сабору. Уочи избора у Срему, средином 1878. године, на тајном састанку у Черевићу, донесен је програм који је одступио од Бечкеречког споразума. Програмом је захтевано поштовање српске цркве и школе, али је наглашено да Војну границу треба спојити са Хрватском. Застава је критиковала Пејачевићеву владу. Посланик у Хрватском сабору, доктор Милан Ђорђевић, залагао се за интересе Срба. Он је након расцепа Народне странке основао Самосталну Српску странку у Руми, августа 1881. године. Ову странку подржавала је и Српска народна слободоумна странка. У свом листу, Српском гласу, Ђорђевић је отворено писао да је присталица српско-хрватске сарадње.
Године 1881. дошло је до укидања Војне границе и њено припајање Хрватској. После тога, најкрупнији догађај у коме су учествовали Срби је народни покрет из 1883. године. Већи део Хрватске био је захваћен противмађарским иступима до којих је дошло услед двојезичких грбова. У њих су се укључили Срби јер су били потиснути истим социјалним и економским тешкоћама. Исте године дошло је до промене на банском положају. Испоставило се да је она одговарала Србима. Убрзо долази до оснивања српског самосталног клуба у Хрватском сабору. Председник је био Јован Суботић. Клуб се залагао за српска права. Што се тиче привреде, значајан успех Срби су остварили оснивањем Српске банке (1895) у Загребу. Године 1888. донесен је Школски закон, због потребе да се у целој земљи уједначи школски систем.

## Хрватско-српска коалиција
Настанак и развој политике новог курса у Банској Хрватској разликовао се од настанка и развоја исте политике у Далмацији где је и настала. Политика Новог курса у Хрватској је имала чврсту економску основу, мада Хрватска није била економски самостална јер је била изложена привредном искоришћавању мађарских владајућих класа. За представницу српског капитала у Хрватској сматрала се Српска банка, основана 1895. године у Загребу. Она је напредовала у свом капиталу. Посебан значај има успешна делатност српског економског и просветног друштва „Привредник“ у Загребу чији је оснивач био Владимир Матијевић. Захваљујући доброј организацији, у кратком временском периоду била је обезбеђена егзистенција за преко 5000 српских младића који су претежно потицали из сиромашних градских и сеоских породица. Већина српских политичара није се бавила банкарским и финансијских пословима. Срби су на територији Хрватске основали посебне привредне организације и то у оним деловима где су били у већини (лика Банија, Кордун, Срем).
Док је српско сељаштво и даље живело веома тешко, дотле се горњи слој српске грађанске класе нагло богатио и постајао конкурент горњем слоју хрватске грађанске класе. То је био један од узрока за честе међукласне и међунационалне сукобе.
Заоштрени међунационални односи су се ублажили за време оснивања Хрватско-српске коалиције. На њеном челу био је Фрањо Супило, а касније ће бити Светозар Прибићевић. Оснивање коалиције од опозиционих хрватских и српских странака значило је велики политички догађај. У коалицију су ступиле: Српска народна самостална странка, Српска радикална странка, Хрватска странка права, Хрватска напредна странка, Социјал-демократска странка, Удружена хрватска опозиција у Славонији. Организовање хрватско-српских коалиција напредовало је брже него што се очекивало јер су се приближили и посланички избори, па је требало припремити терен и расположење у народу. Образован је средишњи одбор у Загребу који је имао задатак да састави заједнички изборни проглас (за 11. децембар 1905. године). У програму је стојало да монархија стоји на прагу великих унутрашњих прелома, да се не сме остати играчка у рукама туђих фактора и да се мора бити противно државном склопу Монархије, који је створио низ потлачених народа. Удружене странке стају против овог државног склопа, захтевају уставне слободе које су засноване на начелу једнакости и равноправности. Програм је подржао равноправност Срба и Хрвата, о заједничком јединственом раду, о питањима народне политике и борби за унутрашња права. Проглас су потписали Богдан Медаковић и Светозар Прибићевић (за Српску самосталну странку) и Никола Ђурђевић и Јован Јовановић (за Српску радикалну странку).
Машарони, Франковци и Ћесаревци склопили су савез против хрватско-српске коалиције. На изборима одржаним 1906. године коалиција је освојила укупно 37 мандата, док су старчевићевци и франковци освојили 21. Нико није очекивао победу коалиције, а поражени су победнике назвали „бунтовницима“. Сарадња коалиције и Мађарске владе није дуго трајала. До сукоба је дошло услед наметања тзв. Железничке прагматике. Увођен је мађарски језик као обавезан на железницама на целокупној територији Хрватске. Нарастао је број Мађара у Хрватској, а Срби су почели да се исељавају.
До првог мимоилажења између двеју српских странака унутар коалиције дошло је у току прве године међустраначке сарадње. Радикали су настојали да воде главну реч. Долази до сукоба између Заставе и Новог Србобрана. Радикали иступају из коалиције 1907. године. Сви су осудили овај поступак. Наименовање барона Рауха за новог хрватског бана (1908) изазвало је велико разочарење међу Србима, јер је он био познати противник Срба и коалиције. Утицај коалиције је надаље све више слабио, нарочито пред Први светски рат.

### Штросмајер
Штросмајер је био хрватски бискуп и политичар, родоначелник хрватске идеје југословенства. Када се он појавио на политичкој сцени, однос између Срба и Хрвата није био ни близу пријатељски. Хрвати су Србе сматрали грађанима другог реда. У том тренутку аустријски апсолутизам 1849. године у Хрватску уводи немачки као званичан језик уместо мађарског и латинског. Хрвати су сада видели у Србима добре локалпатриоте. Уследила је заједничка акција према Бечу (1861—1867) која је личила на побољшање односа два народа, али је то било само привидно. Стање Срба се није побољшавало. Намера за уједињењем је постојала, али то није југословенство какво је представљано. Штросмајер је спремао уједињење, али под аустријском круном и католичком црквом. Југославизам Штросмајера био је у суштој супротности са програмом Илије Гарашанина који је израдио програм уједињења свесрпских земаља у једну независну државу. С обзиром да у Хрватској није постојало ништа што је доводило у везу са раносредњовековном Хрватском, Штросмајер је решио да од Загреба направи малу Фиренцу. Радио је на отварању универзитета, библиотека, музеја и покушавао да околне Словене привуче у Загреб као најблиставији центар. Сматрао је да је потребно да се православни Срби поунијате. Његова главна опсесија била је и Босна. Поред Штросмајера, ту је био и Фрањо Рачки, тзв. историчар којим је први писао да је Босна некад била Хрватска. Њиховој идеји супротставила се Србија која је природно почела да се везује за јужне Словене. Штросмајерови људи су отишли и корак даље; у Босни су скупљали српске народне песме, а Матица Хрватска их је објављивала као „Хрватске народне пјесме“.
Године 1866. долази до нагодбе између Аустрије и Мађарске, а у Хрватској се стварају две странке: Штросмајерова „Унионистичка странка“ и „Странка права“ Анте Старчевића. Ниједна од њих се није залагала за независну државу.

## Сарајевски атентат
Сарајевски атентат послужио је као повод за избијање Првог светског рата. Члан Младе Босне, која је за циљ имала да путем буна, устанака и оружјем збаци аустријску власт, Гаврило Принцип, извршио је атентат на престолонаследника и надвојводу Франца Фердинанда и његову жену Софију 28. јуна 1914. године. Првобитни узроци овог догађаја леже у 1878. години када је на Берлинском конгресу одлучено да Аустријско царство окупира Босну и Херцеговину на 30 година што је било противно интересима Србије која је желела велику и јаку југословенску државу. Следећи корак је анексија Босне и Херцеговине 1908. године када је ова област припојена Аустроугарској. Долази до тзв. Анексионе кризе која је трајала до наредне 1909. године када је Србија под претњом рата морала да потпише изјаву да јој анексија не смета, иако је претходно мобилисала војску. Проблем је био повлачење Русије. Турска је била поткупљена одмах након анексије, тако да је цео проблем отклоњен.
То, међутим, није смањило бунт босанских Срба, где је Млада Босна уз помоћ Црне Руке, тј. Аписа, планирала атентат. Атентат је планиран на Оскара Поћорека, али се сазнало да Фердинанд долази у Сарајево, па је план промењен. У самом атентату учествовало је седам особа, младих студената. Најпре је Недељко Чабриновић бацио бомбу која је пала на други аутомобил. Тек после њега је деловао Принцип који је својим пиштољем успео да нанесе смртоносне повреде Фердинанду и Софији. Њему и осталима суђено је на тзв. „Сарајевском процесу“ на коме су пунолетни осуђени на смрт, а Принцип на 20 година затвора. Аустроугарска је тврдила да иза атентата стоји Србија и само формално је спровела истрагу. Заправо је ово био одличан повод за рат и коначно уништење Србије која је након Балканских ратова била превише слаба како би се одбранила, а Никола Пашић се у то време бавио предизборном кампањом.

## Галерија
- Прокламоване границе Српске Војводине из 1848.
- Османска и хабзбуршка Србија, 1849-1860.
- Жупаније у Срему, Бачкој и Банату након 1882.

## Крај хабзбуршке управе
Након аустроугарског (хабзбуршког) пораза у Првом светском рату 1918. године, српски народ са подручја Бачке, Баната и Срема проглашава присаједињење Краљевини Србији, што је признато и новим мировним уговорима.
- Присаједињење Баната, Бачке и Срема Србији 1918.